# Willem Frederik van Erp Taalman Kip
Willem Frederik van Erp Taalman Kip (Den Haag, 19 december 1824 – aldaar, 16 maart 1905) was een Nederlands zeeofficier en inspecteur van het loodswezen in Nederlands-Indië. Hij was minister van Marine in vier kabinetten van gematigd liberale of conservatieve signatuur.

## Leven en werk
Van Erp Taalman Kip, telg uit het geslacht Kip, was de oudste zoon van de heer van Waarder en secretaris en rentmeester van het Groot-Waterschap van Woerden Marcus Jacobus van Erp Taalman Kip en Anna Maria Boon van Ostade. Hij koos voor een loopbaan bij de marine en bij het loodswezen in Nederlands-Indië. Bij zijn pensionering in 1869 was hij luitenant-ter-zee eerste klasse. Daarna volgde zijn politieke carrière en werd hij minister van Marine in de periode 1874 tot 1885.
Van Erp Taalman Kip trouwde in 1854 met Alida Charlotta Albertine de Brauw. Uit dit huwelijk werden vier kinderen geboren, drie dochters en een zoon.
- Biografisch Portaal: 27506339
- Parlement.com: vg09llj8gatv